# Gambusia georgei
Gambusia georgei era un pez de la familia de los pecílidos en el orden de los ciprinodontiformes.

## Distribución geográfica
Se encontraban en Norteamérica: Texas (Estados Unidos). No se ha observado ninguno desde 1983 y la especie se considera extinguida.